# 小行星3354
小行星3354（英語：3354 McNair）是一颗围绕太阳公转的小行星。1984年2月8日，愛德華·鮑威爾在可可尼诺县发现了此天体。为纪念挑战者号航天飞机灾难，该小行星以挑战者号航天飞机STS-51-L任务的任务专家罗纳德·麦克内尔命名，而小行星3350、小行星3351、小行星3352、小行星3353、小行星3355、小行星3356也是为了同样的目的以该事故的其他死难者命名。
这颗小行星的绝对星等为326.30325等。